# Evteev Glacier
Evteev Glacier är en glaciär i Antarktis. Den ligger i Östantarktis. Nya Zeeland gör anspråk på området. Evteev Glacier ligger 231 meter över havet.
Terrängen runt Evteev Glacier är varierad. Trakten är obefolkad. Det finns inga samhällen i närheten.